# Oticon
Oticon — данська дочірня компанія «William Demant Holding Group», другий за величиною у світі виробник слухових апаратів. Розташована в Данії за межами столиці Копенгагена. Заснована в червні 1904 року в Оденсе Хансом Демант, дружина якого була слабочуюча.
Oticon має філії в різних країнах, має завод в Польщі, і має більш ніж 3000 співробітників по всьому світу. Німецька філія була заснована в 1969 році в Гамбурзі.

## Керівники
- 1988—1998 Lars Kolind
- 1998—2008 Niels Jacobsen
- 2008— Søren Nielsen

## Цікаві факти
Oticon панувала на ринку слухових апаратів Європи та США з 1958 по 1985 роки. Традиція виробництва високоякісної продукції відповідно до технічних вимог підтримувалась фірмою під керівництвом Бенгта Сімонсена, Торбен Нільсена (віце-президента по технології та продукції) і ще двох директорів. Завушний слуховий апарат мав дві переваги: грамотна технологія і розумна ціна.
Невелика американська компанія Starkey в 1985 році вперше запропонувала ринку внутрішньовушні слухові апарати — вона змінила конфігурацію завушного слухового апарату так, що він перетворився на внутрішньовушний прилад. Прилад став меншим, не впадав в очі, але якість звуку у нового приладу виявилася трохи нижчим — Starkey орієнтувалася на моду, а не на лікарів та лікарні, як Oticon.
До виходу на ринок цієї новинки від Starkey, в компанії Oticon у міру зростання ринкового та фінансового успіху в корпоративній культурі зміцнювався дух ізоляціонізму і зарозумілості, а оскільки в компанії правили технарі, то при розробці чергового продукту упор був зроблений саме на технічну перевагу.
Хоча Oticon, з командою Сімонсена, а також керівники виробничого напрямку відреагували на новинку агресивно та активно противилися просуванню цього товару — на їхню думку, новинка від Starkey з технічної точки зору поступалася їх продукції та, головне, не годилася для масового виробництва: кожен апарат доводилося індивідуально підганяти під розмір вуха покупця, — проте  на ринку почався справжній бум внутрішньовушних апаратів, які вже в 1986 році заповнили 80% американського ринку.
Період процвітання Oticon трагічно завершився, а виробничий стандарт змістився від завушних слухових апаратів до внутрішньовушних. Частка Oticon на світовому ринку за один рік скоротилася з 15 до 9%, помітно впала виручка, Сімонсен разом з командою звільнився.
В 1988 році, коли доходи компанії падали, президентом Oticon був призначений Ларі Колінд. В цій ситуації Колінд поступив цілком традиційно — скоротив витрати та підвищив продуктивність, що дало змогу вивести таким чином компанію з кризи. Дуже швидко зрозумівши, що щоб не бути розчавленим такими конкурентами, як Sony, Siemens і Philips, Oticon необхідні глибші зміни. Вже першого січня 1990 Колінд підготував звернення до персоналу, про потребу в нових продуктах, для розробки яких потрібно «поєднання технічних досягнень з аудіології, психологією та уявою», що перед персоналом стоїть завдання «придумати немислиме і зробити це реальністю». В заяві йшлося, що в майбутніх організаціях «працівники будуть мати всі можливості для особистісного та професійного зростання ... для творчої, результативної праці». Він доводив, що головним ворогом організації є організація і що тому необхідно скасувати формальні структури. У Oticon не стало (і немає досі) немає посад і посадових інструкцій. Нова команда відмовилася від колишньої ієрархічної структури та культури. Замість офісів з'явилися мобільні робочі станції, всіляко заохочувалося співробітництво і навчання через прямий діалог з колегами та клієнтами.
За цим виникнула найзначніша в ряді нових розробок — перший у світі цифровий слуховий апарат DigiFocus, випущений в 1995 році. За допомогою цього успішного продукту компанія отримала всі шанси витіснити з ринку колишні аналогові слухові апарати. До 1995 року прибуток Oticon зріс в десять разів у порівнянні з 1990 роком.
У травні 1998 року Колінд пішов з посади президента, залишивши компанію в чудовому стані. Хоча ринок слухових апаратів в 1990-х роках був статичним, продажі та прибутки Oticon сильно виросли, і в жовтні 2000 року Forbes Global назвав William Demant Holding (WDH), компанію-засновника Oticon, серед 20 найкращих компаній світу. Найкращими компаніями світу визначаються компанії, в яких акції котируються на ринку, річний обсяг збуту становить не менше 500 000 000 доларів, і компанія протягом трьох останніх років демонструє високі темпи приросту доходів, які, за прогнозами біржових аналітиків, будуть зберігатися і в поточному році. За останні 12 місяців акції WDH подорожчали в чотири рази, а прибутку компанії (одержувані тільки внаслідок Oticon) в останні вісім років щорічно збільшувалися на 25%.
Хоча до початку 1990-х років Oticon зуміла відновити своє становище, але щоб розлучитися з минулим компанії довелося пройти через фінансову кризу, повну зміну керівництва і радикальну перебудову організації.

## Лінії продуктів
| - Alta - Nera - Ria - Safari - Dual - Acto - Hit - Amigo - Chili - Intiga - Ino | Зрілі лінії продуктів: - Epoq - Vigo - Delta - Lexis - Syncro - Tego - Atlas - Swift - Go - Go pro - Gaia - Safran - Sumo - Sumo DM |

## Зовнішні посилання
- Офіційний сайт фірми Oticon [Архівовано 9 березня 2021 у Wayback Machine.]
- Офіційний сайт: Велика Британія Oticon для NHS (NHS) [Архівовано 10 серпня 2011 у Wayback Machine.], яка містить інформаційні та навчальні ресурси як для NHS професіоналів з догляду за слухом, так і широкої громадськості
- Історія Oticon
- Oticon.com.ru [Архівовано 26 листопада 2015 у Wayback Machine.]